# Агоге

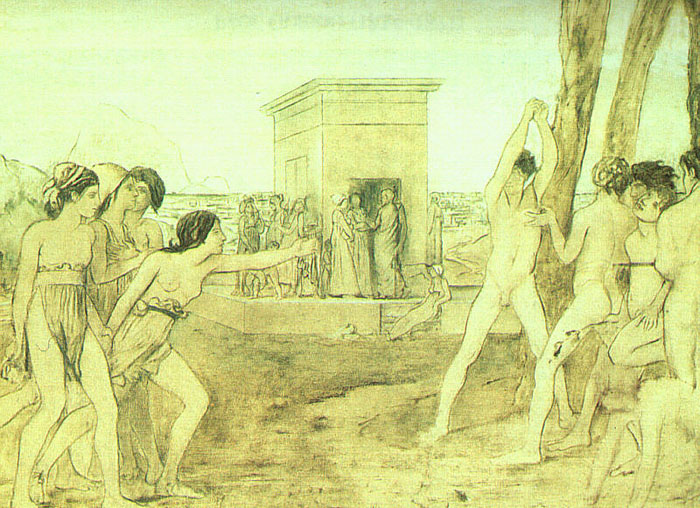
«Юні спартанці», Едгар Дега, 1860 рік

Агоге (дав.-гр. ἀγωγή) — система військово-фізичного виховання у Спарті у 8-4 століттях до н. е. Мала на меті підготовку мужнього, фізично розвинутого, здорового, загартованого і витривалого воїна — захисника земельної аристократії.
До 7 років здійснювалося сімейне виховання. З 7 і до 18 років хлопчики перебували у спеціальних закладах інтернатного типу — агелах, а в проміжок часу від 18 до 20 років переходили у групу ефебів («ефебія» — молода людина, молодість) і несли гарнізонну військову службу. Після військової служби юнаки ставали повноправними громадянами Спарти. Громадянське повноліття наступало у 30 років.
Після кожного року навчання проводилися публічні випробування — агони. Виховання дівчат у Спарті мало чим відрізнялося від виховання юнаків.

## Особливості
Про особливості спартанського виховання досить яскраво свідчить стародавній історик Плутарх у своїх «Порівняльних життєписах».
Всупереч поширеній думці, не кожен хлопчик, народжений у Спарті, мав пройти через цю систему підготовки. Агоге була обов'язковою лише для дітей повноправних громадян, крім царських дітей. Для інших проходження через дану систему було особливим привілеєм, що давав шанс на одержання повного громадянства (див. Мофаки).
Виховання було державним і суворо контрольованим. Контроль держави над вихованням починався з перших днів життя дитини: новонароджених оглядали у спеціальному місці, що називалося лесха. Тільки здорові діти поверталися батькам. Зокрема Плутарх стверджує, що новонародженого хлопчика у Спарті оглядали старійшини, і тих, хто народжувався хворим чи кволим, скидали у прірву. Деякі археологи наголошують на відсутності дитячих кісток у печері (розщелині) Кеада, куди нібито скидали спартанських дітей.
Діти, яким було збережено життя, з самого дитинства підлягали ряду випробувань. У 7 років хлопчиків відправляли до військових таборів — агел, — де вони вчилися виживати. Хто не витримував — гинув. Хлопчики посилено займалися фізичними тренуваннями, вправлялися у володінні мечем та списом. Їжу нерідко вони мали добувати самотужки: красти, а якщо доведеться — й убивати. Упійманого на крадіжці суворо карали: не за те, що крав, але за те, що дозволив себе впіймати. Залежно від року навчання дітей в агелах ділили на окремі загони. Керівник агелу — пейдоном — спеціальна посадова особа від держави. До виховної діяльності залучалися найспритніші й найрозумніші юнаки віком 15-17 років. Їх називали іренами.
Устрій життя в агелах був повністю побудований за військовим зразком. Все виховання спрямовувалося на вироблення беззаперечної слухняності, розвиток витривалості і засвоєння науки перемагати. На першому місці стояли фізичне виховання і військові вправи. Багато уваги приділялося таким військово-гімнастичним вправам як біг, боротьба, метання диска i списа, прийоми кулачного бою. До цього приєднувалися музика, спів i релігійно-обрядові танці. Мистецтво читати і писати офіційно не входило до програми навчання, проте одним із найважливіших напрямків розумового виховання в агелах вважалося уміння юнаків коротко і влучно відповідати на поставлені запитання («лаконічна мова»).
З 15-річного віку юнаки отримували право носити зброю та брати участь у так званих криптіях — нічних облавах на ілотів.
У віці 17 років, коли юні спартіати мали повертатися додому, на них чекало останнє випробування — вони мали потрапити до храму Артеміди, що знаходився високо в горах. Діставшись туди, спартанець повинен був «принести жертву». Жерці храму прив'язували юнака над великою жертовною чашею й починали шмагати його мокрими різками до перших крапель крові. Якщо при цьому юнак застогнав, його шмагали ще сильніше, навіть до втрати свідомості та смерті: так відсіювали слабких. Дівчата у Спарті через цю систему не проходили, однак багато займалися спортом, а часом училися користуватися зброєю.